# Indice terapeutic
Indicele terapeutic (IT, denumit și factorul de securitate relativ) este un parametru cantitativ care exprimă siguranța administrării unui medicament. Exprimă o comparație dintre cantitatea de compus activ care induce un efect terapeutic (farmacodinamic) și cantitatea din același compus care induce toxicitate acută.
Clasic, considerând un caz în care un anumit medicament este aprobat pentru o anumită indicație, IT se referă la raportul dintre doza de medicament care este capabilă să inducă reacții adverse cu o incidență/severitate incompatibilă cu indicația respectivă (de exemplu, doza toxică pentru 50% dintre subiecți, DT50) și doza de medicament care induce un efect farmacodinamic scontat (de exemplu, doza eficace pentru 50% dintre subiecți, DE50). În etapele de dezvoltare a unui medicament, IT se calculează pe baza nivelelor plasmatice.
Indicele terapeutic se poate calcula conform formulelor (DL - doze letale; DT - doze toxică; DE - doză eficace):
{\displaystyle {\text{Indice terapeutic}}=\mathrm {\frac {DL_{50}}{DE_{50}}} } pentru studiile pe animal, și respectiv
{\displaystyle {\text{Indice terapeutic}}=\mathrm {\frac {DT_{50}}{DE_{50}}} }pentru studiile pe om
Factorul de securitate cert este raportul dintre doza letală pentru 1% din populație și doza eficace pentru 99% din populație (DL1/DE99).:
{\displaystyle {\text{Factor de securitate cert}}=\mathrm {\frac {DL_{1}}{DE_{99}}} }